# Eternitten
Eternitten er nyere bydel i Aalborg, der er beliggende 1,5 km sydøst for midtbyen. Der bor 3.121 indbyggere på Eternitten, hvis navn henviser til den tidligere produktion på Dansk Eternit Fabrik, der lukkede i 2005.
Området er blandet byområde med tre dagligvarebutikker, caféer og værthuse, fitnesscenter samt arbejdspladser.

## Historie
Uddybende artikel: Dansk Eternit Fabrik.
I 2004 lukkede Dansk Eternit A/S sin fabrik i Aalborg og arealerne blev overdraget til et ejendomsselskab under FLSmidth-koncernen. I 2006 blev størstedelen solgt til lokale ejendomsudviklere, og byomdannelsesprocessen blev indledt i samarbejde med Aalborg Kommune. Der blev udarbejdet en strategi for omdannelsen i 2006, og heri blev der lagt vægt på, at den nye bydel skulle være et sted med mulighed for arkitektoniske eksperimenter.
Der har som et led i omdannelsesprocessen været gennemført en undersøgelse af risikoen for luftforurening med asbest.
Flere vejnavne på Eternitten er navngivet med henvisning til områdets historie, f.eks. med henvisning til naturressourcerne kalk og kridt, men også efter centrale personer i cement- og eternitproduktionen, Alexander Foss, Poul Larsen og Ditlev Berg.

## Arkitektur
Eternitten er udpeget som et »arkitektonisk eksperimentarium«. I en arkitekturanmeldelse i Nordjyske Stiftstidende i 2020 er Eternitten blev kaldt en arkitektonisk rodebutik.

## Demografi og boligforhold
På Eternitten bor der 3.121 indbyggere (2020), hvoraf 61 pct. er i aldergruppen 20-29 år. Der er i alt 2.055 boliger på Eternitten pr. 2020, hvoraf lidt under halvdelen er almene boliger, fortrinsvis almene ungdomsboliger.